# Vetenskapsåret 1710

## Händelser
- Alexis Littré föreslår i Diverse observations anatomiques en kolostomi för att avlägsna hinder i tjocktarmen.
- Den Kungliga Vetenskaps-Societeten i Uppsala grundas i Uppsala som Collegium curiosorum.
- Jakob Christof Le Blon uppfinner trefärgstryckning med rött, blått och gult bläck. Senare tillför han även svart och skapar den tidigaste fyrfärgstryckningen.
- An argument for Divine Providence, taken from the constant regularity observed in the births of both sexes av John Arbuthnot innehåller tidiga statistiska resonemang.

## Födda
- 15 april - William Cullen (död 1790), skotsk läkare och kemist.
- 25 april - James Ferguson (död 1776), skotsk astronom.
- 10 juni - James Short (död 1768), skotsk matematiker och optiker.
- 21 juli - Paul Möhring (död 1792), tysk läkare och vetenskapsman.
- 20 augusti - Thomas Simpson (död 1761), brittisk matematiker.
- 3 september - Abraham Trembley (död 1784), schweizisk naturforskare.
- William Heberden (död 1810), engelsk läkare.
- Johann Bernoulli II (död 1790), schweizisk matematiker.

## Avlidna
- 25 februari - Daniel Greysolon (född ca 1639), fransk forskningsresande.
- 25 juli - Gottfried Kirch (född 1639), tysk astronom.
- 19 september - Ole Rømer (född 1644), dansk astronom.